# Алтарь святого Фомы и святого Матфея
«Алтарь св. Фомы и св. Матфея» (нем. Thomas- und Matthias Altar) — картина фламандского живописца Бернарта ван Орлея, написанная между 1512—1515 годами. Находится в Музее истории искусств в Вене. Приобретена музеем в 1809 году.

## Описание
Некогда центральное панно створчатого алтаря, подаренного Гильдией каменщиков и плотников собору Нотр-Дам-дю-Саблон в Брюсселе; створки этого алтаря хранятся в брюссельском Королевском музее изобразительного искусства.
В левой части изображено, как языческий индийский священник наносит св. Фоме удар мечом; на заднем плане святой идёт по пылающим углям и его вталкивают в печь. Справа — выбор Матфея апостолом, на заднем плане — его проповедь, вручение кубка с ядом и смерть врагов. Особого внимание заслуживают «итальянские» архитектурные элементы оформления.
В 1809 году картина была приобретена Музеем истории искусств для своего собрания.